# Ino van den Besselaar
Ino van den Besselaar (Den Haag, 14 november 1948) was een lid van de Tweede Kamer namens de PVV nadat James Sharpe op 18 november 2010 zijn Kamerzetel had opgegeven.
Bij de verkiezingen kreeg Van den Besselaar 117 stemmen. Van den Besselaar is op 23 november 2010 beëdigd.
Volgens de PVV werkte hij daarvoor 11 jaar bij het Ministerie van Sociale Zaken en 20 jaar in de bouw als secretaris Sociale Zaken. Volgens het Radio 1 Journaal heeft hij gewerkt bij Bouwend Nederland als hoofd arbeidsverhoudingen.
Van den Besselaar is woonachtig in Zoetermeer. Hij was de initiatiefnemer van het Meldpunt Midden- en Oost-Europeanen in februari 2012. Het meldpunt deed veel stof opwaaien. Van den Besselaar werd niet herkozen na de Tweede Kamerverkiezingen 2012. Hij was bij de Europese Parlementsverkiezingen 2014 en 2019 kandidaat-Europarlementslid voor de PVV.
- Parlement.com: vikfdt8a67zq